# Накамулі Віра Євгенівна
Віра Євгенівна Накамулі (Бек) (нар. 25 липня 1906, с. Заруцьке Глухівського повіту Чернігівської губернії, нині Шосткинського району Сумської області — пом. 3 грудня 1971, селище Наяк, поблизу м. Нью-Йорк, США) — єгипетська та американська художниця українського походження.

## Життєпис
Віра Бек народилася 1906 року у маєтку батька в с. Заруцьке Глухівського повіту Чернігівської губернії, нині Шосткинського району Сумської області.
Її батько Євген Бек успадкував від батька Петра Бека (управителя власності родини Терещенків) родовий маєток. Євген Бек закінчив Тверське кавалеристське училище, служив у 27-му Драгунському Київському полку. Пішовши у відставку штабс-ротмістром, влаштувався в Заруцькому. Деякий час представляв у Глухові «Санкт-Петербурзьке» страхове товариство, а з 1911 року — був Земським начальником 1-ї дільниці Глухівського повіту. Перед революцією 1917 року був гласним Глухівського повітового земського зборів.
Мати — Ольга Гнатівна (пом 1946, похована на грецькому православному цвинтарі в Олександрії) — донька командира 19-го Костромського полку, що квартирувався в Глухові — полковник Гната Михайловича Клейнгауза, що загинув 1877 року під Плевною під час російсько-турецької війни.
Віра в дитячі роки виховувалась вдома, її освітою займалася гувернантка — запрошена Беками з Петербурга випускниця інституту благородних дівчат Ольга Терентіївна Юрченко. Потім юна Віра навчалася у Києві в Київському інституті, але через більшовицький переворот припинила навчання.
У 1920 році Віра Бек разом із матір'ю була евакуйована на пароплаві «Саратов» з Новоросійська до Єгипту, де вони прожили в таборах для біженців до 1921 року. Згодом Віра Євгенівна почала працювати вихователькою в одному із найкращих закладів освіти Олександрії — Французькому ліцеї. Тут спілкуючись із професорами вона розширила великий талант до живопису. Протягом 1928—1929 роках Віра Бек двічі відвідувала Париж, де проходила курси при Художній Академії «Жюліана».
Після революції в Єгипті в 1956 році Віра зі своїм чоловіком Рене Накамулі, переїхала до Сполучених Штатів Америки. Вона з родиною проживала у місті Бостон (штат Массачусетс), де й надалі займалася творчістю.
Померла 1971 року. Похована на кладовищі Ново-Дивєєвського жіночого монастиря РПЦ (місцевість Нанюет поблизу Нью-Йорка).

## Творчість
Персональні виставки — у Каїрі та Олександрії (1930—1940 рр., за підтримки посольства Франції у Єгипті).